# جیگاونی
جیگاونی (به اسپانیایی: Jiguaní) یک منطقهٔ مسکونی در کوبا است که در استان گرانما واقع شده‌است. جیگاونی ۶۴۶ کیلومتر مربع مساحت و ۶۰٬۳۲۰ نفر جمعیت دارد و ۱۲۵ متر بالاتر از سطح دریا واقع شده‌است.